# Tea: A Mirror of Soul
Tea: A mirror of soul è un'opera lirica in tre atti, composta nel 2002, con libretto scritto in inglese da Xu Ying e Tan Dun e musica di quest'ultimo.
La partitura è scritta per orchestra e strumenti di carta, ceramica e pietra.
Commissionata dalla Suntory Hall di Tokyo è andata in scena in prima mondiale il 22 ottobre 2002. La prima negli Stati Uniti è stata il 21 luglio 2007 al Santa Fe Opera di Santa Fe, Nuovo Messico.
La prima italiana ha avuto luogo, senza scene, il 7 giugno 2008 nel Teatro Carlo Felice di Genova.